# Vanja Radovanović
Vanja Radovanović (ur. 28 października 1982 w Belgradzie) – czarnogórski piosenkarz i autor tekstów, reprezentant Czarnogóry w 63. Konkursie Piosenki Eurowizji (2018).

## Życiorys

### Kariera
Karierę muzyczną rozpoczął w 2004 występem z piosenką „Dripac” na festiwalu w Budvie, na którym otrzymał nagrodę dla najlepszego debiutanta. W 2006 wystąpił na Beoviziji z piosenką „Kad me jednom za te ne bude”, skomponowaną przez Željko Suboticia i napisaną przez Suboticia i Brane Marinkovicia, z którą zajął 21. miejsce z 1 punktem.
W 2008 wydał pierwszy album studyjny, zatytułowany Pričaj dodirom. W 2016 wydał kolejny album, zatytułowany Svi životi moji.
W 2018 zgłosił się do Monteviziji, czarnogórskich eliminacji do Konkursu Piosenki Eurowizji. Z piosenką „Inje” został zakwalifikowany do finału. W pierwszej rundzie finałowej, w której wyłoniono trzy najlepsze utwory, zajął trzecie miejsce z 18% głosów widzów. W superfinale zwyciężył, dostając 37% głosów, dzięki czemu został reprezentantem Czarnogóry w 63. Konkursie Piosenki Eurowizji w Lizbonie. Po wyborze na reprezentanta kraju, wokalista wziął udział w przedeurowizyjnym koncercie promocyjnym w Londynie, Tel Awiwie, Amsterdamie i Madrycie. 10 maja wystąpił w drugim półfinale konkursu jako szesnasty w kolejności i zajął 16. miejsce z 40 punktami, przez co nie zakwalifikował się do finału.

### Życie prywatne
Jest siostrzeńcem piosenkarza Miladina Šobicia.

## Dyskografia
- Pričaj dodirom (2008)
- Svi životi moji (2016)